# Dichodontium
Dichodontium ist eine Gattung von Laubmoosen aus der Familie Aongstroemiaceae.

## Merkmale
Die Pflanzen bilden gelbliche oder grüne bis dunkelgrüne Polster oder lockere Rasen. Die aufrechten, 1 bis 5 Zentimeter großen Stämmchen sind einfach oder wenig verzweigt und unten rhizoidfilzig. Im Stämmchenquerschnitt ist ein Zentralstrang vorhanden. Die aus der aufrechten Basis sparrig abstehenden Blätter mit fast bis zur Spitze reichender Rippe sind lanzettlich bis zungenförmig, die Blattspitze ist breit abgerundet bis spitz, die Blattränder sind oben gezähnt. Blattzellen sind am Blattgrund neben der Rippe rechteckig, sonst rundlich-quadratisch und mamillös oder papillös. Die Sporenkapsel mit 16 bis zur Mitte in zwei Zähne gespaltenen Peristomzähnen ist aufrecht oder gebogen, gewöhnlich asymmetrisch und eiförmig bis zylindrisch.
Die Moose sind in der gemäßigten bis subarktischen Zone der Nordhalbkugel verbreitet.

## Systematik
Die Zugehörigkeit von einzelnen Arten zur Gattung Dichodontium war in der Vergangenheit starken Veränderungen unterworfen. So wurden in der Revision der Gattung Dichodontium von J.-P. Frahm et al. (1998) die Artenanzahl von bis dahin 8 Arten auf 3 reduziert. Von A.J.E. Smith (2004) wiederum wurde Dicranella palustris in die Gattung Dichodontium (als Dichodontium palustre) eingegliedert. Neuerdings (der Systematik nach Stech & Frey folgend) wird Dichodontium palustre in die neugeschaffene Gattung Diobelonella gestellt und heißt jetzt Diobelonella palustris (Dicks.) Ochyra.
Europäische Vertreter der Gattung Dichodontium sind:
- Dichodontium flavescens
- Dichodontium pellucidum